# Habenaria cultriformis
Habenaria cultriformis är en orkidéart som beskrevs av Friedrich Fritz Wilhelm Ludwig Kraenzlin. Habenaria cultriformis ingår i släktet Habenaria och familjen orkidéer. Inga underarter finns listade i Catalogue of Life.